# Friedhofskapelle (Tiengen)

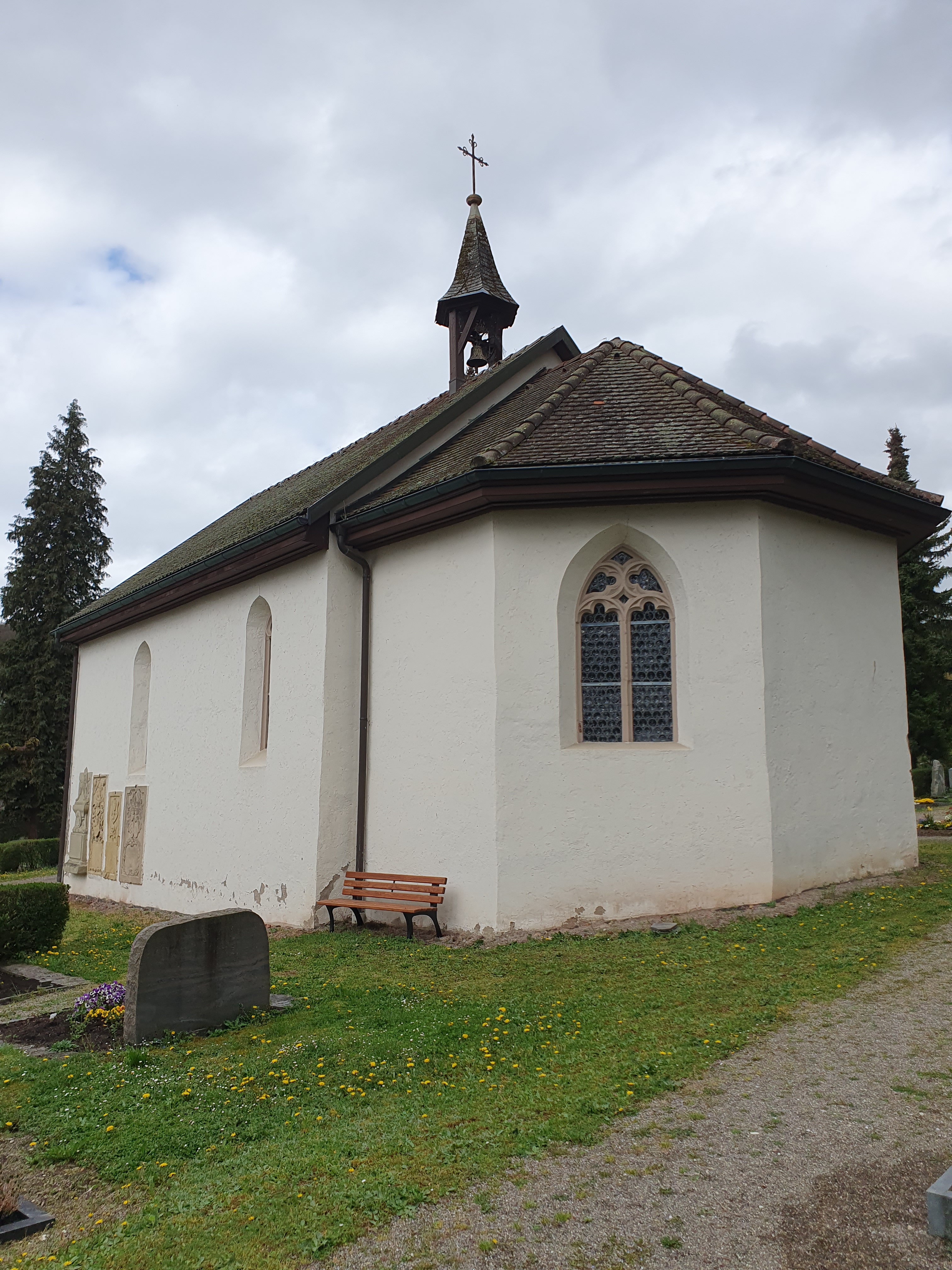
Die Friedhofskapelle in Tiengen

Die Friedhofskapelle in Tiengen, früher auch als Gottesackerkapelle bezeichnet, befindet sich auf dem Friedhof der Stadt Tiengen, heute Waldshut-Tiengen.

## Geschichte
Die Kapelle liegt nördlich der Altstadt von Tiengen unterhalb des Vitibuck. In unmittelbarer Nachbarschaft befand sich einst die Gipsmühle Tiengen. Sie wurde wohl 1587 erbaut, denn in diesem Jahr wurde der 'Alte Friedhof' aufgehoben. Bereits 1571 war ein Großteil des alten Friedhofs um die Kirche dem Bau des Neuen Schlosses gewichen. In diesem Jahr wurde auch die Gruft der Grafen von Sulz in dem Vorgängerbau der Barockkirche Mariä Himmelfahrt eingebaut. Zuständig für die Friedhofskapelle war der Fürstliche Hofkaplan unter den Grafen von Sulz und ab 1687 durch die Fürsten zu Schwarzenberg. Die Hofkaplanei wurde 1817 aufgehoben, die Stiftungen dienten zunächst dem Spital und Schulfonds und ermöglichten später den Neubau des Krankenhauses Tiengen. An den Außenwänden befinden sich acht historische Epitaphe, zwei weitere sind im Inneren zu sehen. Sie stammen großteils von fürstlichen Beamten und Geistlichen.

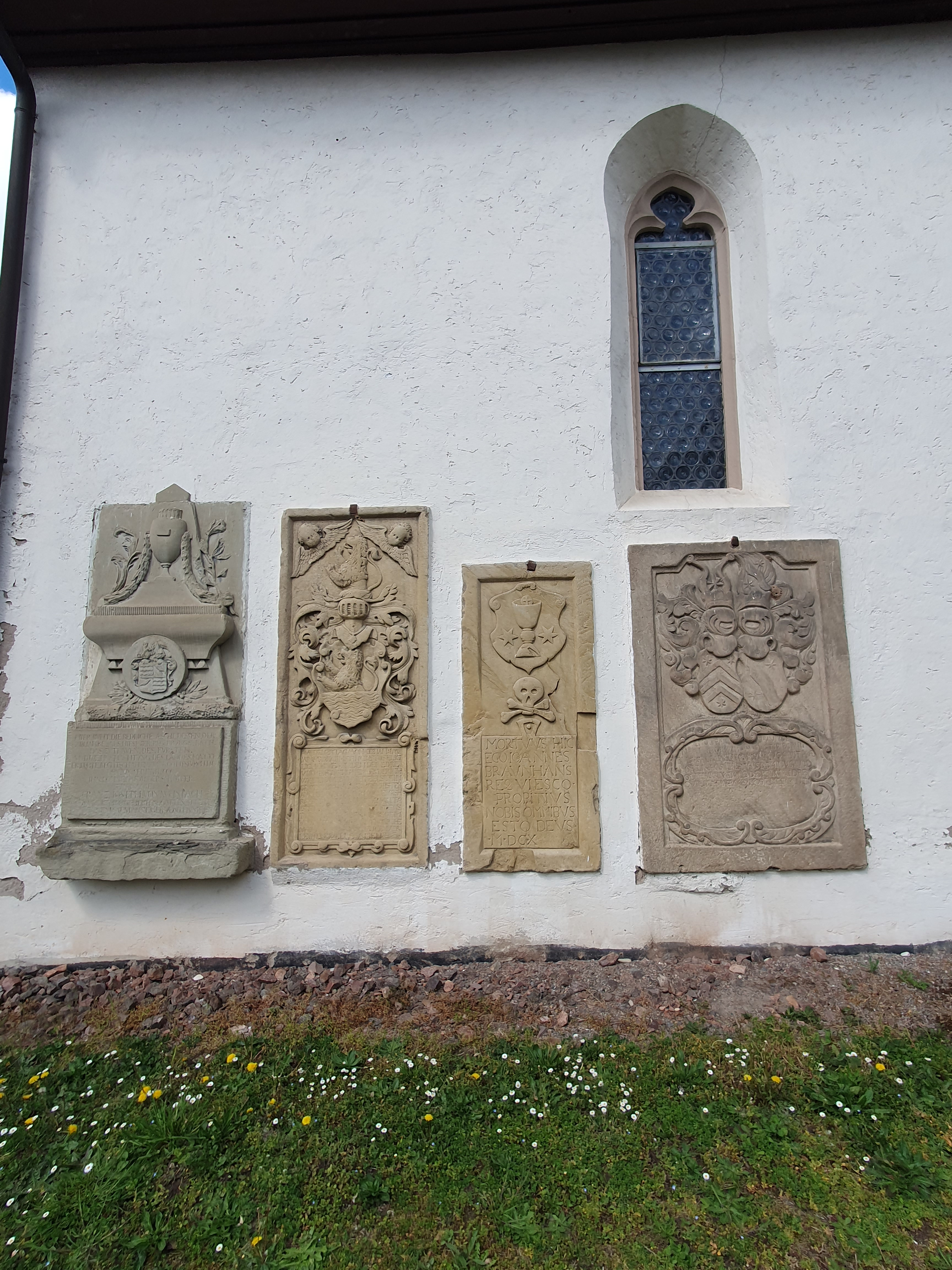
Südwand, rechts das Epitaph des Rudolf Ringnold von Broßwalden→Heilig-Kreuz-Kapelle

## Neuzeit
Die historische Friedhofskapelle in Tiengen dient noch zu Abschiedsfeiern bei kirchlichen Beisetzungen. Die Glocke im Dachreiter ist die ehemalige Rathausglocke aus dem Jahr 1697 und wird zu Einsegnungen geläutet. Es besteht auch eine moderne Einsegnungshalle.